# Сусец (гмина)
Сусец (пол. Susiec) — сельская гмина (волость) в Польше, входит как административная единица в Томашувский повет (Люблинское воеводство), Люблинское воеводство. Население — 7927 человек (на 2004 год).

## Сельские округа
1. Чотуша-Нова
2. Чотуша-Стара
3. Грабовица
4. Хута-Шумы
5. Кунки
6. Ласохы
7. Лосинец
8. Лущач
9. Майдан-Сопоцки-Други
10. Майдан-Сопоцки-Первши
11. Мазилы
12. Новины
13. Осередек
14. Паары
15. Ружа
16. Рыбница
17. Сусец
18. Вулька-Лосинецка
19. Завадки

## Прочие поселения
1. Дмитроце
2. Халасы
3. Юзефувек
4. Князе
5. Коцудза
6. Колёня
7. Колёня-Пасеки
8. Колёня-Подрусув
9. Колёня-Попувка
10. Кошеле
11. Лозовица
12. Малки
13. Нивка-Гаювка
14. Новинки
15. Од-Майдану
16. Осада-Кусяковска
17. Осада-Млыньска
18. Подрусув
19. Подсусец
20. Ребизанты
21. Сикливце
22. Скварки
23. Смеречина
24. Сухы-Конец
25. Свиды
26. Вулька-Мала
27. Вулька-Велька
28. За-Выгонем
29. Загура
30. Загродники
31. Залома
32. Зубы

## Соседние гмины
1. Гмина Юзефув
2. Гмина Краснобруд
3. Гмина Лукова
4. Гмина Нароль
5. Гмина Обша
6. Гмина Томашув-Любельски